# معزالدین حسین
سلطان معزالدین حسین کرت(حکومت: ۷۳۲–۷۷۱ هجری قمری / ۱۳۳۲–۱۳۷۰ میلادی) یکی از برجسته‌ترین و طولانی‌ترین حاکمان سلسلهٔ آل_کرت در خراسان بود. او پس از درگذشت برادرش، ملک حافظ کرت، در سنین خردسالی به سلطنت رسید و نزدیک به چهار دهه بر هرات و مناطق اطراف آن حکومت کرد. دوران سلطنت او با تحولات سیاسی، فرهنگی و نظامی مهمی همراه بود که تأثیرات آن تا مدت‌ها پس از پایان حکومتش باقی ماند.

## به سلطنت رسیدن
معزالدین حسین، سومین فرزند ملک غیاث‌الدین کرت، در هرات متولد شد. پس از درگذشت برادرانش، شمس‌الدین محمد دوم و ملک حافظ کرت، بزرگان هرات و اعیان غور او را با وجود خردسالی به سلطنت رساندند. در آن زمان، او تنها حاکم مستقل آل کرت بود که از لقب «سلطان» برای خود استفاده کرد و به‌عنوان معروف‌ترین شخصیت در میان آل کرت شناخته می‌شود.

## سیاست داخلی و حکومت
سلطان معزالدین حسین کرت در دوران حکومت خود تلاش کرد تا ثبات و امنیت را در خراسان برقرار کند. او با استفاده از سیاست‌های هوشمندانه و گاه سخت‌گیرانه، توانست اقتدار خود را در منطقه حفظ کند. با این حال، برخی از منابع تاریخی از شیوه‌های استبدادی و خشونت‌آمیز او در ادارهٔ امور یاد کرده‌اند.

## روابط خارجی
روابط با ایلخانان مغول
در آغاز سلطنت، معزالدین حسین کرت روابط نزدیکی با ایلخانان مغول برقرار کرد. او با پذیرش مشروعیت ایلخانان، توانست حمایت آن‌ها را جلب کند و از این طریق، ثبات سیاسی را در قلمرو خود حفظ کند.
روابط با دولت ممالیک_مصر
سلطان معزالدین حسین کرت به‌عنوان یک حاکم سنی مذهب، روابط فرهنگی و دینی خوبی با دولت ممالیک در مصر داشت. او با خلیفه عباسی مقیم قاهره اظهار وفاداری کرد تا مشروعیت مذهبی خود را تقویت کند.
روابط با سلاطین_دهلی
با توجه به موقعیت جغرافیایی خراسان، سلطان معزالدین حسین کرت روابط محتاطانه‌ای با سلاطین دهلی برقرار کرد. این روابط بیشتر بر پایهٔ تجارت، دیپلماسی و مبادلات فرهنگی استوار بود.

## فعالیت های فرهنگی
در دوران حکومت معزالدین حسین کرت، هرات به‌عنوان یکی از مراکز فرهنگی و هنری برجستهٔ جهان اسلام شناخته می‌شد. او از علما، شاعران و هنرمندان حمایت می‌کرد و زمینهٔ رشد و شکوفایی فرهنگ و هنر را فراهم آورد.

## مرگ
سلطان معزالدین حسین کرت در سال ۷۷۱ هجری قمری درگذشت. پس از او، پسرش، غیاث‌الدین دوم، به سلطنت رسید. دوران حکومت معزالدین حسین کرت با وجود چالش‌ها و تهدیدهای خارجی، به‌عنوان یکی از دوره‌های ثبات و شکوفایی در تاریخ خراسان شناخته می‌شود.